# Метт Мюррей
Меттью Мюррей (англ. Matthew Murray, нар. 25 травня 1994, Тандер-Бей) — канадський хокеїст данського й шотландського походження, воротар клубу НХЛ «Піттсбург Пінгвінс».
Двічі ставав володарем Кубка Стенлі.

## Ігрова кар'єра
Свою хокейну кар'єру Мюррей почав в клубі «Тандер-Бей Кінгс» у 2009 році, після чого в 2010 році перейшов в «Су-Сент-Марі Грейхаундс» з Хокейної ліги Онтаріо. 2012 року був обраний на драфті НХЛ під 83-м загальним номером командою «Піттсбург Пінгвінс». 4 вересня 2013 Метт уклав контракт новачка з «Піттсбург Пінгвінс», але ще один сезон продовжував виступ за «Грейхаундс» і пройшов з ними до півфіналу конференції юніорської ліги як основний воротар.
Перший сезон на дорослому рівні Мюррей провів у клубі АХЛ «Вілкс-Барре/Скрентон Пінгвінс», відзначившись рекордної серією без пропущених шайб протягом 304 хвилин і 11 секунд (попередній рекорд належав Баррі Брасту і становив 268 хвилин 17 секунд). Пізніше Метт побив досягнення 72-річної давності за кількістю «сухих» матчів у сезоні серед воротарів-новачків (10 ігор). За підсумками сезону Мюррей був удостоєний Пам'ятної нагороди Алдеджа «База» Бастьєна, як кращий воротар АХЛ, і Пам'ятної нагороди Дадлі «Реда» Гарретта, як кращий новачок ліги.
Сезон 2015–16 став для Метта першим повноцінним в Національній хокейній лізі. 19 грудня 2015 року його відіграв свій перший матч на вищому рівні проти «Кароліна Гаррікейнс», що завершився поразкою «пінгвінів» з рахунком 1-2. Починаючи з лютого 2016 року, Мюррея дедалі частіше залучали як стартового воротаря команди. Уже з початком серії плей-оф він виграв місце «першого номера» у Марка-Андре Флері. 20 квітня відбувся його дебют в іграх на виліт у третій грі серії проти «Нью-Йорк Рейнджерс». Лише через 2 дні — 22 квітня — Метт вперше в кар'єрі зіграв на нуль в плеф-оф НХЛ. Надалі Мюррей провів 16 з 17 матчів розіграшу Кубка Стенлі і багато в чому своєю впевненою грою допоміг команді виграти трофей у фінальній серії проти «Сан-Хосе Шаркс».
Початок сезону 2016–17, Мюррей пропустив через травму руки під час міжнародної гри. Після повернення він витіснив ветерана Флері зі стартового складу «Пінгвінів». Протягом сезону він записав у свій актив 32 перемоги, 0,923 % відбитих кидків, 2,41 пропущених голів за гру.
Він записав своє перше очко в НХЛ 8 грудня 2016 року, віддавши результативну передачу.
Під час розминки перед матчем проти «Колумбус Блю-Джекетс» в плей-офі Кубка Стенлі 2017 року, Мюррей отримав травму, і Флері зайняв вихідну позицію. Він провів свою першу гру в плей-оф Кубка Стенлі 2017 у грі 3 фінальної частини Східної конференції проти «Оттава Сенаторс». Пізніше Метт записав до свого активу два матчі, в яких відбив усі 25 шайб, з якими він зіткнувся. Вражаюча виграшна гра допомогла Мюррею та «Пінгвінам» добратитися до фіналу Кубку Стенлі другий рік поспіль. Мюррей був у стартовому складі під час першої та другої гри, ставши наймолодшим воротарем у історії франчайзингу, що розпочав пост-сезонну гру. Незважаючи на перші дві відмінні гри проти «Нашвілл Предаторс», гра Мюррея погіршилась в 3 і 4 грі. Як наслідок, були дискусії щодо того, хто з воротарів буде в стартовому складі в 5 грі. Все ж таки перевагу надали Метту й він зробив 24 сейви. Мюррей зробив 27 сейвів у 6 грі й «Піттсбург Пінгвінс» виграли Кубок Стенлі другий сезон поспіль.
Наразі єдиною професійною командою у кар'єрі гравця лишається клуб НХЛ «Піттсбург Пінгвінс».
Наразі провів 94 матчі у НХЛ, включаючи 32 гри плей-оф Кубка Стенлі.

## Статистика

### Клубні виступи
| Сезон        | Клуб                            | Ліга         | Регулярний сезон | Регулярний сезон | Регулярний сезон | Регулярний сезон | Регулярний сезон | Регулярний сезон | Регулярний сезон | Регулярний сезон | Регулярний сезон | Плей-оф | Плей-оф | Плей-оф | Плей-оф | Плей-оф | Плей-оф | Плей-оф | Плей-оф |
| Сезон        | Клуб                            | Ліга         | І                | В                | П                | Н/OT             | Хв               | ПГ               | ІБГ              | ПГГ              | %ВК              | І       | В       | П       | Хв      | ПГ      | ІБГ     | ПГA     | %ВК     |
| ------------ | ------------------------------- | ------------ | ---------------- | ---------------- | ---------------- | ---------------- | ---------------- | ---------------- | ---------------- | ---------------- | ---------------- | ------- | ------- | ------- | ------- | ------- | ------- | ------- | ------- |
| 2009–10      | «Тандер-Бей Кінгс»              | HNO          | 40               | —                | —                | —                | 1975             | 75               | 6                | 2.28             | 0                | —       | —       | —       | —       | —       | —       | —       | —       |
| 2010–11      | «Су-Сент-Марі Грейхаундс»       | ХЛО          | 28               | 8                | 11               | 3                | 1377             | 87               | 1                | 3.79             | .887             | —       | —       | —       | —       | —       | —       | —       | —       |
| 2011–12      | «Су-Сент-Марі Грейхаундс»       | ХЛО          | 36               | 13               | 19               | 1                | 1912             | 130              | 0                | 4.08             | .876             | —       | —       | —       | —       | —       | —       | —       | —       |
| 2012–13      | «Су-Сент-Марі Грейхаундс»       | ХЛО          | 53               | 26               | 19               | 4                | 2910             | 178              | 1                | 3.67             | .894             | 6       | 2       | 4       | 381     | 17      | 1       | 2.67    | .910    |
| 2013–14      | «Су-Сент-Марі Грейхаундс»       | ХЛО          | 49               | 32               | 11               | 6                | 2984             | 128              | 6                | 2.57             | .921             | 9       | 4       | 5       | 547     | 24      | 1       | 2.63    | .915    |
| 2013–14      | «Вілкс-Барре/Скрентон Пінгвінс» | АХЛ          | 1                | 0                | 1                | 0                | 60               | 2                | 0                | 2.00             | .920             | 1       | 0       | 0       | 20      | 0       | 0       | 0.00    | 1.000   |
| 2014–15      | «Вілкс-Барре/Скрентон Пінгвінс» | АХЛ          | 40               | 25               | 10               | 3                | 2321             | 61               | 12               | 1.58             | .941             | 8       | 4       | 4       | 456     | 18      | 1       | 2.37    | .923    |
| 2015–16      | «Піттсбург Пінгвінс»            | НХЛ          | 13               | 9                | 2                | 1                | 749              | 25               | 1                | 2.00             | .930             | 21      | 15      | 6       | 1268    | 44      | 1       | 2.08    | .923    |
| 2016–17      | «Піттсбург Пінгвінс»            | НХЛ          | 49               | 32               | 10               | 4                | 2766             | 111              | 4                | 2.41             | .923             | 11      | 7       | 3       | 669     | 19      | 3       | 1.70    | .937    |
| Усього в НХЛ | Усього в НХЛ                    | Усього в НХЛ | 62               | 41               | 12               | 5                | 3515             | 136              | 5                | 2.32             | .925             | 32      | 22      | 9       | 1937    | 63      | 4       | 1.95    | .928    |

### Збірна
| Рік                | Команда            | Турнір             | Місце              | І | В | П | Н | Хв  | ПГ | ІБГ | ПГГ  | %ВК  |
| ------------------ | ------------------ | ------------------ | ------------------ | - | - | - | - | --- | -- | --- | ---- | ---- |
| 2012               | Канада             | МЧС18              | 3                  | 7 | 4 | 3 | 0 | 421 | 19 | 0   | 2.72 | .920 |
| 2016               | Північна Америка   | КС                 | 5-е                | 2 | 1 | 1 | 0 | 95  | 5  | 0   | 3.16 | .866 |
| Молодіжна збірна   | Молодіжна збірна   | Молодіжна збірна   | Молодіжна збірна   | 7 | 4 | 3 | 0 | 421 | 19 | 0   | 2.72 | .920 |
| Національна збірна | Національна збірна | Національна збірна | Національна збірна | 2 | 1 | 1 | 0 | 95  | 5  | 0   | 3.16 | .866 |